# 埃斯科拉耶
埃斯科拉耶（法語：Escorailles，法語發音：[ɛskɔʁaj]）是法国康塔尔省的一个市镇，属于莫里亚克区。

## 地理
埃斯科拉耶（45°10'23"N, 2°19'48"E）面积2.79 平方千米，位于法国奥弗涅-罗讷-阿尔卑斯大区康塔爾省，该省份为法国中南部省份，位于法國中央高原中心，北起科雷兹省、上盧瓦爾省和多姆山省，西接洛特省和科雷兹省，南至阿韦龙省和洛特省，东临上盧瓦爾省和洛泽尔省。
与埃斯科拉耶接壤的市镇（或旧市镇、城区）包括：阿利、勒维让。

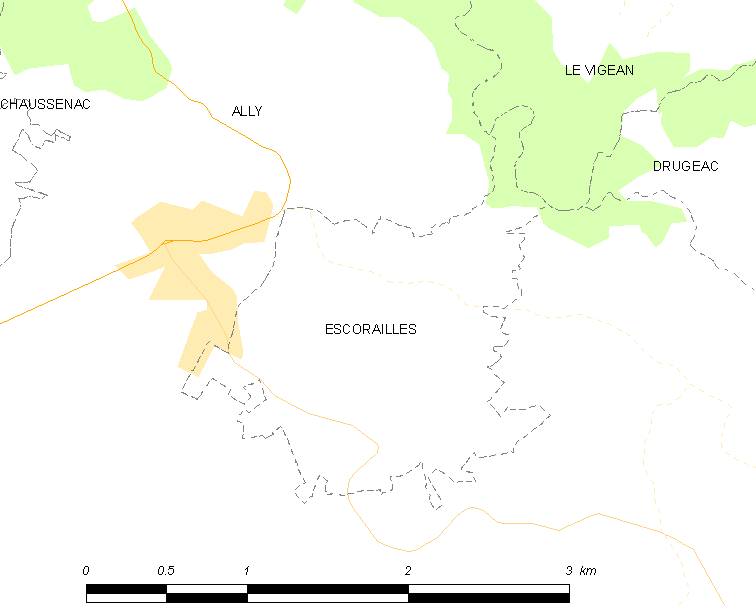
埃斯科拉耶的OSM定位图

埃斯科拉耶的时区为UTC+01:00、UTC+02:00（夏令时）。

## 行政
埃斯科拉耶的邮政编码为15700，INSEE市镇编码为15064。

## 政治
埃斯科拉耶所属的省级选区为莫里亚克县。

## 人口

1962-2008年间埃斯科拉耶人口变化图示

埃斯科拉耶于2022年1月1日时的人口数量为83人。